# سالومون مونک

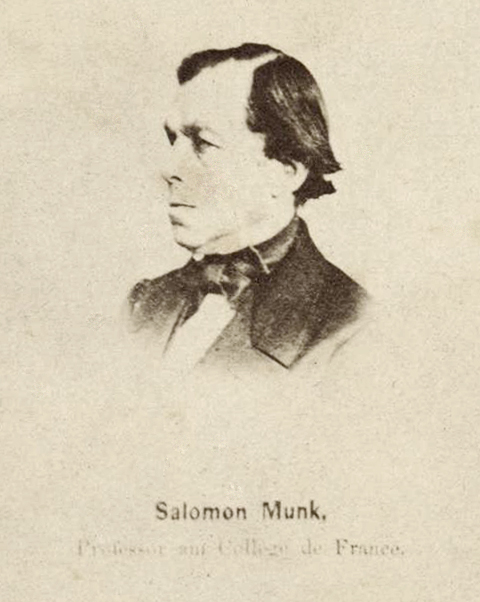
Salomon Munk

سالومون مونک(به آلمانی: Salomon Munk)(زادهٔ ۱۴ مهٔ ۱۸۰۳- مرگ ۵ فوریهٔ ۱۸۶۷) خاورشناس آلمانی-فرانسوی یهودی بود.

## زندگی
وی در گروس گلوگاو در پروس آن زمان زاده‌شد. در آغاز نزد پدر به آموختن زبان عبری و تلمود پرداخت. از ۱۸۲۰ به برلین رفت و به آموختن لاتین و یونانی پرداخت. در ۱۸۲۴ به دانشگاه برلین رفت و از آموزه‌های فیلیپ آوگوست بوک، هگل و به ویژه فرانتس بوپ بهره‌مند گردید. ولی تحصیلاتش را در آن دانشگاه نیمه‌تمام گذاشت و به دانشگاه بن رفت و زمانی را هم در آنجا به آموختن زبان عربی نزد گئورگ فرایتاگ و سانسکریت از کریستین لاسن پرداخت. وی دیداری هم با گوته داشته‌است. آنگاه راهی فرانسه می‌شود.
در ۱۸۳۸ مونک فهرست‌نگار زبان‌های عبری، سریانی، کلدانی و عربی در کتابخانه ملی پاریس شد. در این زمان او زمان خود راوقف ادبیات عربی-یهودی سده‌های میانه و همچنین کارهای موسی بن میمون پرداخت.
مونک در ۱۸۵۰ بینایی‌اش را از دست داد. مرگ وی در پاریس رخ‌داد.

## اثرها
- تاملی بر کیش عبرانی باستان
- بررسی نسخهٔ پارسی اشعیا
- شرح جغرافیایی، تاریخی و باستان‌شناسانهٔ فلسطین
- آمیزش فلسفهٔ عرب و یهود
- بررسی ابوولید مروان بن جنه و دیگر آثار عبری سده‌های دهم و یازدهم